# Erik Bergqvist (vattenpolospelare)
Erik Gustaf "Stora Berka/ Berka" Bergqvist, född 20 juni 1891 i Adolf Fredriks församling i Stockholm, död 17 februari 1954 i Kungsholms församling i Stockholm, var en svensk simmare och vattenpolospelare, som deltog i två olympiska sommarspel där han tog två olympiska medaljer vid 1912 i Stockholm och 1920 i Antwerpen. 
Erik Bergqvist var även världsmästare vattenpolo tillsammans med sitt lag, vilka turnerade i England och i stort sett var helt obesegrade. 
Erik Bergqvist var under första världskriget placerad ute i skärgården i en specialenhet som ett tag kallades för "MarinInfanterigruppen". Han iscensatte inköp av marinflyg från olika länder tillsammans med den grupp av vänner för med bas i släktens ägandes Norrpadaarkipelagen som var helt privatägd med hela den norra skärgården som  testplats. Erik Bergqvist var även grundare och delägare till Tipstjänst som skapades av honom tillsammans med bl.a. vännerna Sam Zuckerman och Max Gumpel. Erik Bergqvist var även med som amatörboxare i EM och tog brons. Erik Bergqvist var även fotbollsmålvakt för AIK och var med sin väldiga kroppshydda "en man vilken klädde på sig målburen och sparkade sönder fotbollarna med sina 48½ i skostorlek" enligt Dagens Nyheters sportredaktion, Rit Ola gjorde teckningen.  
Erik Bergqvist är begravd på Sandsborgskyrkogården i Stockholm.